# Iver Qvistgaard
Iver Qvistgaard (født 28. oktober 1767 på Gerdrup, død 8. oktober 1829) var en dansk borgmester i København, godsejer og historiker.
Iver Qvistgaard var søn af godsejer Morten Qvistgaard. Han blev student i 1786, og i 1789 blev han juridisk kandidat, hvorefter han tilbragte flere år på rejser. Han studerede også i to år på universitetet i Göttingen, hvor han forsøgte at uddanne sig til den diplomat, hvilket dog ikke lykkedes.
I perioden 1796-1801 ejede han Aagaard (Holbæk Amt), og han var senere parthaver i Iselingen. 
1816 blev han viceborgmester i København og 1819 2. borgmester, men tog allerede 1820 sin afsked. 
1793 fik han titel af kancellisekretær, 1802 af legationsråd og 1810 af etatsråd. I Göttingen lod Qvistgaard 1792 trykke en latinsk fortegnelse over danske, norske og holstenske traktater, der på denne tid var et brugbart historisk hjælpemiddel. I 1813 blev han optaget i Det kongelige danske Selskab for Fædrelandets Historie, muligvis på baggrund af hans tidligere arbejde. Han havde dog også været sekretær her i nogle år. 
Qvistgaard blev gift den 19. juli 1796 med Ellen Maria Dinesen (født 1777, død 17. oktober 1827), der var datter af justitsråd Anders Dinesen til Gyldenholm.